# Caisses Desjardins

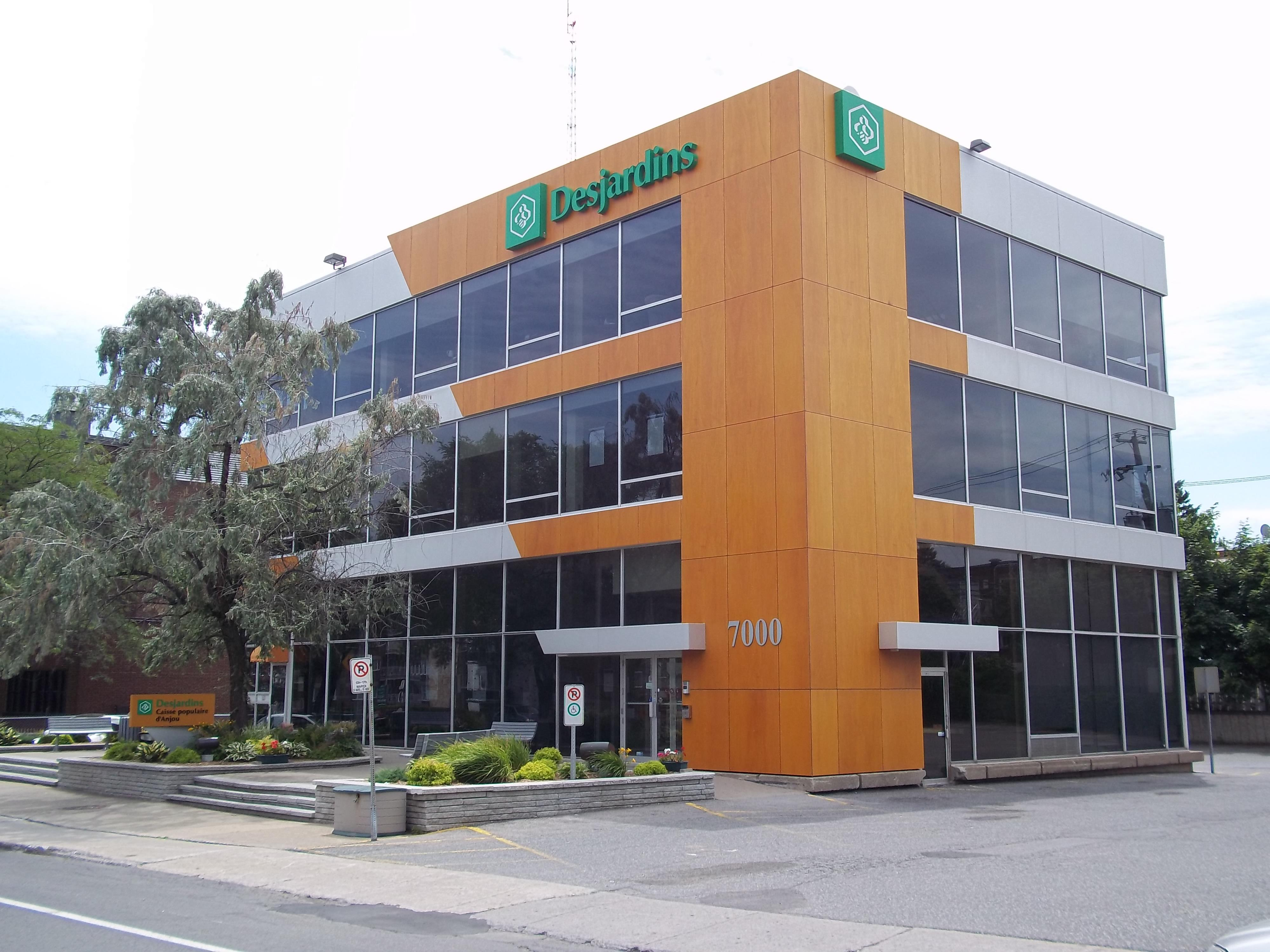
Eine Desjardins-Filiale in Montreal.

Caisses Desjardins (voller Name Mouvement des caisses Desjardins, englisch Desjardins Group) ist die nach eigenen Angaben größte Genossenschaftsbank in Nordamerika. Das kanadische Unternehmen wurde im Jahre 1900 von Alphonse Desjardins gegründet und hat seinen Sitz in Lévis, Québec. Es besitzt Filialen in den Provinzen Québec, Ontario, Manitoba und New Brunswick und ist auch weltweit durch Tochtergesellschaften vertreten.

## Unternehmen
Caisses Desjardins verfügt über 376 Filialen und hat 5,8 Millionen Kunden. Es werden 44.645 Mitarbeiter beschäftigt. Das Unternehmen hat mehrere Tochtergesellschaften, die verschiedene Finanzdienstleistungen anbieten. Zu diesen zählen Versicherungen, (Desjardins Financial Security, Desjardins General Insurance), Immobilienkredite (Place Desjardins), Venture Capital Funds (Desjardins Venture Capital) und Brokerage (Desjardins Securities). Die Desjardins Group ist in über 50 Ländern weltweit tätig.

## Geschichte
Am 6. Dezember 1900 gründete Alphonse Desjardins, zusammen mit seiner Frau Dorimène Roy Desjardins, die Caisse d'épargne Desjardins in Lévis. Es war die erste Genossenschaftsbank in Amerika. 1992 begann das Unternehmen mit seiner Expansion außerhalb der Provinz Québec, mit der Eröffnung der ersten Desjardins Bank Filiale in Florida, USA. Die Expansion schritt durch weitere Übernahmen voran. 2010 übernahm die Bank Western Financial für 443 Millionen Dollar. Somit übernahm das Unternehmen 121 Filialen mit 500.000 Kunden in den Provinzen British Columbia, Alberta, Saskatchewan und Manitoba. 2011 wurde die Desjardins Credit Union in Ontario mit der Meridian Credit Union verschmolzen.

## Mitgliedschaften
Desjardins ist Mitglied von Interac, dem NYCE ATM Network und gibt VISA-Kreditkarten heraus.

## Nationale Würdigung
Die Gründung der ersten Genossenschaftsbank in Nordamerika und die Auswirkung auf die Kreditversorgung der Bürger und kleiner Unternehmen wurde am 23. November 1984 durch die kanadische Regierung, auf Vorschlag des Historic Sites and Monuments Board of Canada, als ein „nationales historisches Ereignis“ gewürdigt. Es wurde jedoch nicht nur das Ereignis gewürdigt, sondern damit verbunden wurde bereits am 14. Oktober 1971 Alphonse Desjardins für sein Wirken bei der Entstehung der „Caisse Populaire“-Bewegung in Quebec zu einer „Person von nationaler historischer Bedeutung“ erklärt. Seine Frau Dorimène Desjardins wurde schließlich am 26. Juni 2012 zu einer „Person von nationaler historischer Bedeutung“ erklärt.